# حمله به ساواک رشت
حمله به اداره ساواک رشت، مرکز استان گیلان ایران در ۲۲ بهمن ۱۳۵۷ در جریان انقلاب اسلامی ۱۳۵۷ رخ داد.

## پیش زمینه
رشت همچون بسیاری از دیگر نواحی شهری ایران در سال ۱۳۵۷–۱۹۷۹ دچار وضعیت انقلابی شد و گروه‌های گوناگون اجتماعی در تظاهرات و دیگر اشکال اعتراض شرکت کردند. در مراحل متفاوت انقلاب از لحاظ گروه‌های اجتماعی، شبکه‌های سیاسی و منابع فرهنگی پشتیبان اعتراضات تفاوت‌هایی بین رشت و تهران وجود داشت. نفوذ تاریخی ایده‌های سکولار و سازمان‌های سیاسی چپ باعث رشد سازمانی چون چریک‌های فدایی خلق ایران شد که برخی از گروه‌های کارگران و فقرای شهری را بسیج کرد. مهاجرت بسیاری از خانواده‌های کم درآمد گیلان از حاشیه‌ها به رشت در اوایل دهه ۱۹۷۰ پایگاه اجتماعی قدرتمندی برای نیروهای اسلامگرا و بازاریان سنتی فراهم کرد. وقوع خشونت و شکنجه ساواکی‌ها از جمله ویژگی‌های اعتراضات انقلاب سال ۱۳۵۷ در رشت بود.

## واقعه
با گسترش قیام در تهران، انقلابیون در سایر نقاط ایران نیز آن را نشانه ای برای حمله به سربازان حامی شاه و پلیس گرفتند.از آخرین ساعات شب ۲۲ بهمن، معترضان به مراکز مختلف نظامی و انتظامی رشت حمله و آن‌ها را اشغال کردند. به گزارش روزنامه کیهان در ۲۳ بهمن، هزاران نفر از «جوانان خشمگین» با چوب، چماق، کارد و تفنگ به کلانتری ۳ رشت واقع در فلکه صیقلان حمله کرده و پس از ساعت‌ها زد و خورد خونین موفق به تسخیر آن و به دست آوردن همه سلاح‌های موجود در آن شدند. افسران و پاسبانان کلانتری موفق به فرار شدند. سپس مردم معترض به سمت اداره ساواک رفتند. مأموران ساواک با رگبار مسلسل با معترضان برخورد کردند ولی آنها با استفاده از یک بولدوزر در ساواک را شکسته و به داخل آن رخنه کردند. در ساعت ۲ بامداد این ساختمان تسخیر شد. معترضان ۸ مأمور ساواک را اسیر کردند و از آن بین ۶ نفر را قطعه قطعه کرده و جنازه‌های آن‌ها بر درختان پارک شهر که رو به روی ساواک بود آویختند. این روزنامه یک روز بعد تعداد کشته‌ها را به ۱۰ نفر اصلاح کرد. سرهنگ لهسایی رئیس ساواک استان گیلان به طرز فجیعی از سوی معترضان کشته شد و روزنامه کیهان تصویر جنازه وی را در صفحه دوم شماره ۲۴ بهمن خود منتشر کرد. در این اجساد سیخ و میل کاموا فرو شده بود، آلت یک جنازه در دهان دیگری فرو شده بود و پیکرها چنان سیاه و سوخته بودند که قابل شناسایی نبودند. این جنازه‌ها دو روز از درختان آویزان بود. یک سرباز وظیفه و دو مأمور دیگر دستگیر شده و به خانه صادق احسانبخش از روحانیون و رهبران اعتراضات و امام جمعه بعدی رشت برده شدند. سه گروه اسلامی میرزا کوچک‌خان جنگلی، توحیدی، واحد مقداد مسئولیت این حمله را پذیرفتند. پس از این واقعه بعضی اسناد از این اداره به دست آمد.
هوشنگ نهاوندی دربارهٔ سرهنگ لهسایی گفته است که او قبل از کشته شدن شجاعانه تا فشنگ آخر از سازمان امنیت گیلان دفاع کرد. محمد مؤدب‌پور از روحانیون رهبری کننده تظاهرات در رشت که بعدها به نمایندگی مجلس شورای اسلامی رسید در این واقعه حضور داشت. میرابوطالب حجازی دیگر روحانی رهبر انقلابیون رشت هویت آویزان کنندگان اجساد را نامعلوم دانسته ولی معتقد است آویزان کردن جسد بی اشکال است و آن را باعث روحیه گرفتن مردم و یاس هواداران ساواک و نتیجتاً پایان یافتن کشمکش‌ها دانسته است. به گفته او احسانبخش از آویزان کردن اجساد انتقاد کرد.
عقده گشایی، انتقام‌گیری از نماد قدرت نظام شاهنشاهی و التیام دردهای آسیب دیدگان از جمله انگیزه‌های حمله و تسخیر ساواک تلقی شده است. ترکیب مسببان این واقعه از بین گروه‌های محلات و بدون انسجام گروهی و ایدئولوژیک تحلیل شده است. رضا رمضانی خورشیددوست از جمله حاضران در آن واقعه گفته است می‌خواست از کشتار ساواکی‌ها جلوگیری کند ولی موفق نشد.